# Nowa Nekrasiwka
Nowa Nekrasiwka (ukr. Нова Некрасівка) – wieś na Ukrainie, w obwodzie odeskim, w rejonie izmailskim, w hromadzie Safjany. W 2001 liczyła 2051 mieszkańców, głównie rosyjskojęzycznych.